# Campanula scheuchzeri
Campanula scheuchzeri es una planta de la familia de las campanuláceas.

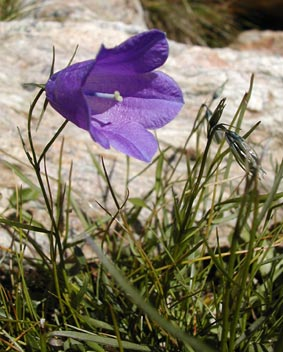
Flor.

## Descripción
Planta perenne, lampiña. Tallos delgados, erectos. Hojas lanceoladas o lineares de dientes romos, sentadas, en su mayor parte agrupadas en la base de los tallos; hojas superiores lanceoladas, sentads. Flores azules, de 12-20 mm, acampanadas, colgantes, solitarias o en inflorescencias flojamente ramificadas; botones florales erectos.Florece desde la primavera hasta el otoño.

## Hábitat
Bosques, prados y matorrales. Entre 1.500 y 2.700 m s. n. m.

## Distribución
Zonas alpinas de Europa meridional y central, Pirineos, Alpes, Apeninos. En Italia, Francia, España, Suiza,  Austria. En España también en la cordillera Cantábrica.

## Taxonomía
Campanula scheuchzeri fue descrita por Dominique Villars y publicado en Prosp. Hist. pl. Dauphiné 22. 1779
Etimología
Campanula: nombre genérico diminutivo del término latíno campana, que significa "pequeña campana", aludiendo a la forma de las flores.
scheuchzeri: epíteto que fue nombrado en honor de Johann Jakob Scheuchzer, un naturalista suizo y su hermano, Johann Kaspar Scheuchzer.
Sinonimia
- Anexo:Sinónimos de Campanula scheuchzeri

## Nombres comunes
- Castellano: campanilla de los Alpes, campanilla de los Pirineos, campanillas, napez.[7]